# Хризомеліни
Хризомелі́ни (Chrysomelinae) — підродина жуків родини листоїдів.

## Опис
Дрібні жуки довжиною 2—14 мм.

## Екологія та місцеперебування
Личинки та імаго живляться рослинною їжею.

## Ареал та таксономічне різноманіття
Поширені повсюдно. Нараховується близько 2000 видів.

## Перелік родів
- Agasta [3]
- Alfius
- Callidemum
- Calligrapha
- Calomela
- Cecchiniola
- Chalcolampra
- Chrysomela
- Chrysolina
- Colaphellus
- Colaspidema
- Crosita
- Cyrtonastes
- Cyrtonus
- Dicranosterna
- Doryphora
- Entomoscelis
- Gastrophysa
- Geomela
- Gonioctena
- Hydrothassa
- Labidomera
- Lamprolina[4]
- Leptinotarsa
- Linaedea
- Machomena
- Microtheca
- Oomela
- Oreina
- †Paleophaedon
- Paropsides
- Paropsis
- Paropsisterna
- Peltoschema
- Phaedon
- Phratora
- Phola
- Plagiodera
- Prasocuris
- Promechus
- Proseicela
- Rhaebosterna
- Sclerophaedon
- †Stenaspidiotus[5]
- Timarcha
- Timarchida
- Trachymela
- Zira
- Zygogramma